# Давид ди Донателло 1995
40-я церемония вручения наград премии «Давид ди Донателло» состоялась 3 июня 1995 года, на Капитолии.

## Победители и номинанты

### Лучший фильм
- Школа, режиссёр Даниеле Лукетти
- Любовь утомляет, режиссёр Марио Мартоне
- Почтальон, режиссёр Майкл Рэдфорд

### Лучшая режиссура
- Марио Мартоне — Любовь утомляет
- Джанни Амелио — Америка
- Алессандро Д’Алатри — Без кожи

### Лучший дебют в режиссуре
- Паоло Вирдзи — Прекрасная жизнь
- Сандро Бальдони — Странные истории. Рассказы конца века
- Альберто Симоне — Тень луны

### Лучший сценарий
- Алессандро Д’Алатри — Без кожи (ex aequo)
- Луиджи Маньи и Карла Вистарини — Nemici d’infanzia (ex aequo)
- Алессандро Бенвенути, Уго Кити и Никола Дзавальи — Красавицы у бара

### Лучший продюсер
- Пьетро Вальсекки — Обычный герой
- Анджело Курти, Андреа Оккипинти и Кермит Смит — Любовь утомляет
- Эльда Ферри — С согласия Перейры
- Марко Поччони и Марко Вальсаниа — Без кожи

### Лучшая женская роль
- Анна Бонаюто — Любовь утомляет
- Сабрина Ферилли — Прекрасная жизнь
- Анна Гальена — Без кожи

### Лучшая мужская роль
- Марчелло Мастроянни — С согласия Перейры
- Фабрицио Бентивольо — Обычный герой
- Массимо Троизи — Почтальон

### Лучшая женская роль второго плана
- Анджела Луче — Любовь утомляет
- Вирна Лизи — Королева Марго
- Оттавия Пикколо — Развалюхи

### Лучшая мужская роль второго плана
- Джанкарло Джаннини — Как два крокодила
- Роберто Читран — Бык
- Филипп Нуаре — Почтальон

### Лучшая операторская работа
- Лука Бигацци — Америка
- Лука Бигацци — Любовь утомляет
- Франко Ди Джакомо — Почтальон

### Лучшая музыка
- Франко Пьерсанти — Америка
- Луис Бакалов — Почтальон
- Пино Донаджо — Обычный герой

### Лучшая художественная постановка
- Андреа Кризанти — Простая формальность
- Джантито Буркьелларо — С согласия Перейры
- Джанни Кваранта — Фаринелли-кастрат

### Лучший костюм
- Ольга Берлутти — Фаринелли-кастрат
- Элизабетта Беральдо — С согласия Перейры
- Мойдел Бикел — Королева Марго

### Лучший монтаж
- Роберто Перпиньяни — Почтальон
- Руджеро Мастроянни — С согласия Перейры
- Симона Паджи — Америка
- Якопо Куадри — Любовь утомляет

### Лучший звук
- Алессандро Дзанон — Америка
- Марио Якуоне и Даги Ронданини — Любовь утомляет
- Туллио Морганти — Без кожи

### Лучший иностранный фильм
- Криминальное чтиво, режиссёр Квентин Тарантино

### Лучшая иностранная актриса
- Джоди Фостер — Нелл
- Энди Макдауэлл — Четыре свадьбы и одни похороны
- Ума Турман — Криминальное чтиво

### Лучший иностранный актёр
- Джон Траволта — Криминальное чтиво
- Хью Грант — Четыре свадьбы и одни похороны
- Том Хэнкс — Форрест Гамп

### Давид Лучино Висконти
- Пупи Авати

### David speciale
- Милчо Манчевски за Перед дождём.
- Микеле Плачидо за фильм Обычный герой.
- Витторио Чекки Гори
- Аурелио Де Лаурентис